# Aleksandr Aksinin
Aleksandr Timofeyevich Aksinin (em russo: Александр Тимофеевич Аксинин; Leningrado, 4 de novembro de 1954 — 28 de julho de 2020) foi um velocista e campeão olímpico russo.
Estreou nos Jogos Olímpicos em Montreal 1976 com uma medalha de bronze no revezamento 4x100 m representando a União Soviética. Foi campeão olímpico em Moscou 1980 integrando novamente o 4x100 m soviético com Vladimir Muravyov, Nikolai Sidorov e Andrei Prokofiev.
Morreu no dia 28 de julho de 2020.